# Ruth Frankenberg
Pour les articles homonymes, voir Frankenberg.
Ruth Frankenberg, née le 17 septembre 1957 à Cardiff (Pays de Galles) et morte le 22 avril 2007 à Bangalore (Inde), est une sociologue américano-britannique connue pour ses travaux pionniers sur les études de blanchité (Whiteness studies),.